# Storbritanniens Grand Prix 1988
Storbritanniens Grand Prix 1988 var det åttonde av 16 lopp ingående i formel 1-VM 1988.

## Resultat
1. Ayrton Senna, McLaren-Honda, 9 poäng
2. Nigel Mansell, Williams-Judd, 6
3. Alessandro Nannini, Benetton-Ford, 4
4. Mauricio Gugelmin, March-Judd, 3
5. Nelson Piquet, Lotus-Honda, 2
6. Derek Warwick, Arrows-Megatron, 1
7. Eddie Cheever, Arrows-Megatron
8. Riccardo Patrese, Williams-Judd
9. Gerhard Berger, Ferrari
10. Satoru Nakajima, Lotus-Honda
11. Alex Caffi, BMS Scuderia Italia (Dallara-Ford)
12. Stefano Modena, EuroBrun-Ford
13. Yannick Dalmas, Larrousse (Lola-Ford)
14. Philippe Alliot, Larrousse (Lola-Ford)
15. Pierluigi Martini, Minardi-Ford
16. Julian Bailey, Tyrrell-Ford
17. Michele Alboreto, Ferrari (varv 62, bränslebrist)
18. Rene Arnoux, Ligier-Judd
19. Nicola Larini, Osella (60, bränslebrist)

### Förare som bröt loppet
- Thierry Boutsen, Benetton-Ford (varv 38, transmission)
- Ivan Capelli, March-Judd (34, generator)
- Alain Prost, McLaren-Honda (24, hantering)
- Jonathan Palmer, Tyrrell-Ford (14, motor)
- Andrea de Cesaris, Rial-Ford (9, koppling)
- Philippe Streiff, AGS-Ford (8, trasig vinge)
- Luis Pérez Sala, Minardi-Ford (0, upphängning)

### Förare som ej kvalificerade sig
- Oscar Larrauri, EuroBrun-Ford
- Piercarlo Ghinzani, Zakspeed
- Stefan "Lill-Lövis" Johansson, Ligier-Judd
- Bernd Schneider, Zakspeed

### Förare som ej förkvalificerade sig
- Gabriele Tarquini, Coloni-Ford